# Onomast d'Esmirna
Onomast (en grec antic: Ὀνόμαστος, Onómastos; 'famós', literalment 'que té nom') va ser un atleta de l'antiga Grècia nascut a Esmirna que va guanyar en la competició de pugilat l'any 688 aC (23a Olimpíada), quan es va introduir aquest esport als Jocs Olímpics.
Segons Filòstrat, Pausànias i Eusebi de Cesarea, a més de guanyar els Jocs, va escriure els reglaments d'aquesta competició. Pausànias afegeix que en aquella època Esmirna ja s'havia incorporat a la Dodecàpolis de Jònia.